# Puzzle (canción)
«Puzzle» es una canción del cantante chileno Fernando Milagros, fue lanzado como segundo sencillo del álbum Nuevo Sol.

## Video musical
El video fue lanzado el 14 de agosto de 2014.
El video muestra rodando en las rutas de Santiago.